# Dracaena terniflora
Dracaena terniflora là một loài thực vật có hoa trong họ Măng tây. Loài này được Roxb. mô tả khoa học đầu tiên năm 1832.